# 트란스요르단 토후국
트란스요르단 토후국(아랍어: إمارة شرق الأردن, Imārat Sharq al-Urdun)은 1921년 4월에 영국의 보호국으로 설립되었다. 카이로 회담을 따라, 인근의 위임통치령 이라크처럼 보호국으로 지배받았다. 영토는 공식적으로 영국 위임통치령 팔레스타인의 지배를 받았지만, 완전히 위임통치령 팔레스타인의 자주적인 정치 체계를 갖추었다. 1946년, 토후국은 독립국이 되었다. 왕국은 요르단 하심 왕국으로 국호를 변경했다.

## 역사

### 배경
오스만 제국 아래, 트란스요르단은 대부분이 시리아 주에 속해 있었지만 역사적, 문화적, 정치적으로는 완전히 달랐다.
요단 강 동쪽에 사는 사람들과 서쪽에 사는 사람들 사이에는 광범위한 기존의 문화, 언어, 종교적인 유대가 있었다. 하지만 북부 요르단의 주민들은 전통적으로 시리아와 관련 있었고, 남부 요르단의 주민들은 아라비아 반도와 관련이 깊었다.
제1차 세계대전 동안, 트란스요르단은 오스만의 통치에 대항하여 일어난 아랍 반란에 관련된 대다수의 전투를 겪었다. 영국군 장교 토머스 에드워드 로런스의 도움으로, 메카의 셰리프인 후세인 빈 알리는 오스만의 타도와 오스만 제국이 멸망하는데 일조한 반란을 성공적으로 이끌었다.

### 영국 식민지의 설립

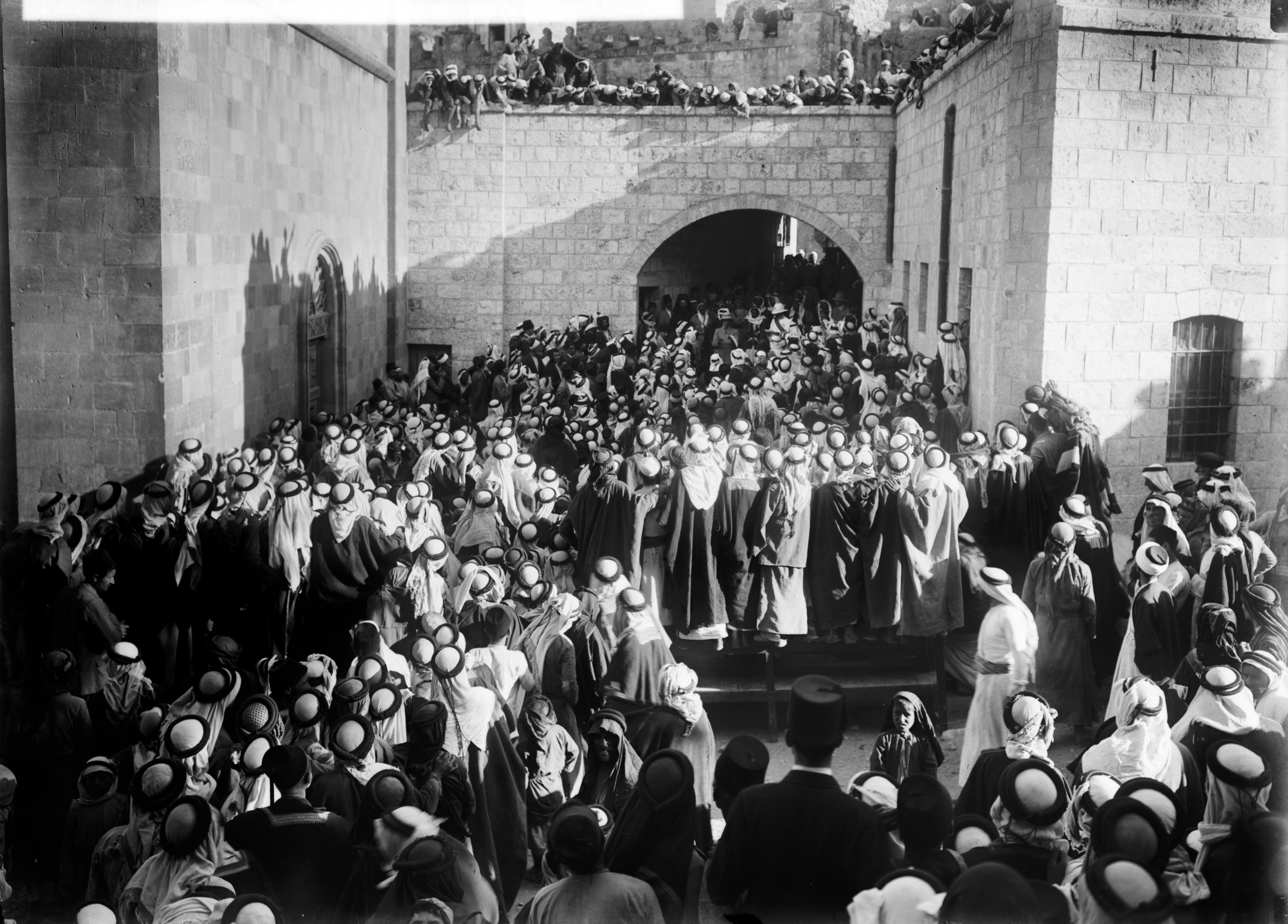
1920년 8월 살트에서 허버트 사무엘이 성명을 냈다. 이후 커존이 그에게 권고했다.

1916년의 사이크스-피코 비밀협정으로 트란스 요르단은 영국의 식민지가 되었다.
1920년 3월, 이라크의 파이살 1세는 다마스쿠스에서 시리아 하심 왕국이 설립됐다는 공표를 했다. 이 시점에서, 트란스요르단 남부는 헤자즈 하심 왕국에 속하게 되었다. 그 해 4월 산 레모에서 프랑스와 영국에게 위임 통치권에 관한 조항이 생겨서, 영국은 요르단 서부를 맡은 동시에 팔레스타인에 고등 판무를 임명했으며, 프랑스는 메이살룬 전투를 통해 시리아 왕국을 멸망시켰다. 그로 인해 트란스요르단은 잠깐이었지만 노 맨스 랜드가 되었다.
1920년 8월, 허버트 사무엘 경은 영국 영토의 경계를 요르단강 넘어까지 확장하고, 트란스요르단을 그가 관리 통제하도록 하자는 요청을 했으나 거절되었다. 영국 외무장관 커존 경은 그 대신 영국이 트란스요르단에 영향을 주기 위해 주재관을 보내는 것은 자치 정부를 장려하고 그 영토의 지방 지도자들에게 충고를 하기 위해서 군의 호위 없이 진행해야만 한다고 제청했다. 커존의 지시에 따라, 사무엘은 영토에 대한 영국의 계획을 나타내기 위해 트란스요르단의 지도자들과 회담을 마련했다. 지방 지도자들은 트란스요르단은 팔레스타인 행정 아래 들어가지 않음과 그들이 군비축소 또는 징병하지 않겠다는 것을 보장받았다. 사무엘의 조건은 수락되었고, 대위 알렉 커크브라이드를 두고 사무엘은 예루살렘으로 돌아갔다. 자리에서 물러났지만 이전에 300명의 군대의 수장으로서 마안으로 행진했던 파이살 왕의, 형인 압둘라가 1920년 11월 21일에 출현하기 전까지 알렉 커크브라이드는 요르단 동부의 영국 대표로 있었다. 압둘라 1세와 그의 군대는 마주치는 적 없이 사실상 트란스요르단의 대부분을 1921년 3월까지 점령해 나갔다.

## 같이 보기
- 요르단 너머로
- 트란스요르단 (지방)

## 참고 문헌
- Wasserstein, Bernard (2004). Israel and Palestine: Why They Fight and Can They Stop?. Profile Books. ISBN 1-86197-534-1